# Team Haas Lola
Ne pas confondre avec Haas F1 Team.
Team Haas USA Ltd, également connu sous la dénomination FORCE (Formula One Race Car Engineering) était une écurie de Formule 1 anglo-américaine, présente dans le championnat du monde lors des saisons 1985 et 1986.

## Historique

### Création de l'écurie

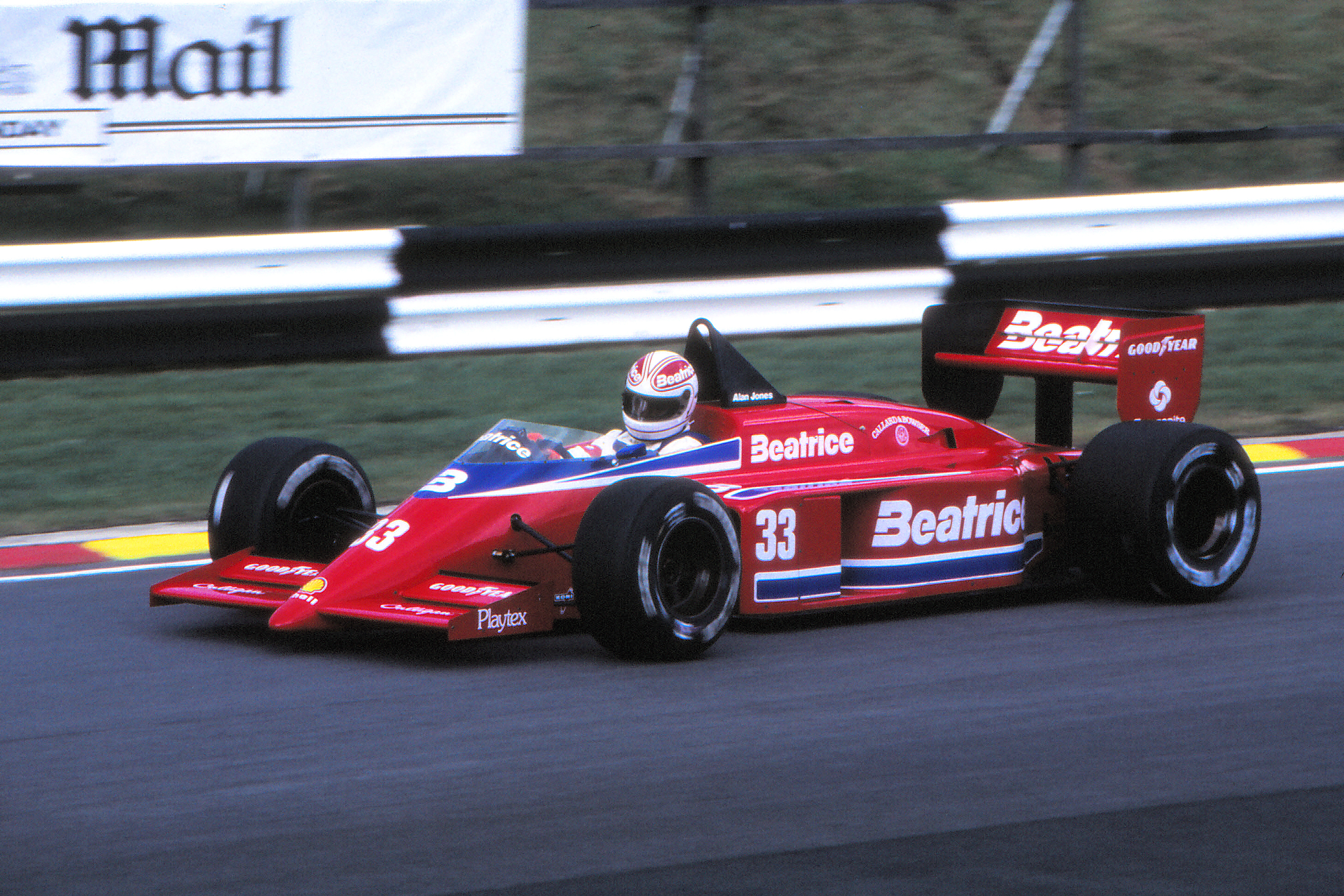
Alan Jones à bord de la Lola THL1 au Grand Prix d'Europe 1985.

En 1984, l'entrepreneur américain Carl Haas obtient le sponsoring du groupe alimentaire Beatrice Food pour l'écurie de CART dont il est copropriétaire avec l'acteur Paul Newman, le Newman/Haas Racing. Le contrat entre Haas et Beatrice Food ne se limite pas au CART et prévoit également l'établissement d'une toute nouvelle écurie de Formule 1. Peu de temps après, Haas obtient un nouveau soutien de poids sous la forme d'un contrat de fourniture moteur exclusif avec Ford, qui a chargé son partenaire Cosworth de concevoir un moteur V6 Turbo pour remplacer son antique V8 atmosphérique. Enfin, Carl Haas parvient à faire sortir de sa retraite le champion du monde australien Alan Jones, chargé d'effectuer les débuts de la nouvelle voiture.
La direction de l'équipe est confiée à Teddy Mayer, ancien propriétaire de l'écurie McLaren, et qui devient coactionnaire aux côtés de Haas. Mayer et Haas montent une structure baptisée FORCE (pour Formula One Race Car Engineering) chargée de concevoir les monoplaces de la nouvelle équipe, qu'il installe dans une usine de Colnbrook en Angleterre. Toutefois, les châssis ne seront jamais baptisés « FORCE », mais « Lola », Carl Haas, importateur officiel de la firme Lola Cars en Amérique du Nord, souhaitant mettre en avant ce nom prestigieux. Mais la firme Lola d'Eric Broadley ne sera jamais impliquée ni de près ni de loin dans le projet.

### Les débuts
Même si le moteur Ford ne peut être prêt avant le début de la saison 1986, l'équipe choisit de débuter en compétition lors des dernières manches du championnat 1985 afin d'emmagasiner de l'expérience. Mue par un moteur Hart, la Lola THL1, œuvre de l'ingénieur Neil Oatley, connaît des débuts laborieux à l'occasion du Grand Prix d'Italie puisque le revenant Alan Jones se qualifie en fond de grille avant d'être rapidement contraint à l'abandon à la suite d'une défaillance de son moteur. Les trois courses suivantes, à Brands Hatch, à Kyalami et à Adélaïde se soldent par autant de déceptions: une faible compétitivité, deux nouveaux abandons auxquels s'ajoute un forfait de Jones en Afrique du Sud pour cause d'ennuis de santé.

### Unique saison complète
La saison 1986 est celle des vrais débuts du Team Haas, qui aligne une deuxième voiture confiée au pilote français Patrick Tambay. Elle ne commence pas sous les meilleurs auspices puisque Cosworth a pris du retard dans la conception du nouveau moteur Ford, obligeant l'équipe à démarrer la saison avec la voiture de l'année précédente et le moteur Hart. S'ajoute à cela une remise en cause par la nouvelle direction de Beatrice Food de l'engagement en Formule 1, ce qui laisse augurer des problèmes financiers.
Après un double abandon au Brésil, première manche de la saison, l'écurie voit son premier drapeau à damier en Espagne, où Tambay finit huitième et bon dernier à six tours du premier. Au Grand Prix de Saint-Marin, le Ford turbo tant attendu est enfin prêt, ce qui permet d'effectuer les débuts de la Lola THL2, spécialement conçue autour du V6. Un seul exemplaire est assemblé, et confié à Jones qui dispose du statut de premier pilote alors même que Tambay semble plus performant. Terrible désaveu pour Jones (mais également pour la nouvelle voiture qui ne semble pas marquer un pas en avant significatif par rapport à sa devancière), à Imola, Tambay qualifie la THL1-Hart en onzième position tandis que l'Australien n'est que vingt-et-unième sur la THL2-Ford. Par contre, en course, les deux Lola sont contraintes à l'abandon.
Tambay touche enfin sa THL2 à Monaco, où il se qualifie à une belle huitième place. Moins en verve en course, il abandonne à quelques tours de l'arrivée à la suite d'un accrochage spectaculaire avec la Tyrrell de Martin Brundle dans lequel il part en tonneau. À nouveau qualifié en fond de grille, Jones avait lui renoncé dès le début de course à la suite d'un accrochage avec l'autre Tyrrell de Philippe Streiff. En Belgique, à la suite de l'abandon précoce de Tambay sur accident, les espoirs de l'écurie reposent sur Jones, qui bien que modestement qualifié, a mis à profit un excellent départ pour attraper le bon wagon. Il évolue en septième position, à la porte des points, lorsqu'il est victime d'une panne d'essence. La série noire se poursuit pour Tambay au Canada puisqu'il se crashe lors du warmp-up et, blessé au pied, doit déclarer forfait pour la course. Quant à Jones, il n'est pas récompensé de ses progrès en qualifications et voit le drapeau à damiers à plusieurs tours du vainqueur.
À Détroit, Jones réalise un nouveau week-end anonyme, mais le remplaçant de Tambay, Eddie Cheever (initialement, l'équipe voulait faire courir le jeune Michael Andretti, mais ce dernier n'a pu obtenir sa superlicence) effectue une solide prestation dans le top-10 avant d'être victime d'une casse mécanique.
En France (où Tambay effectue son retour) et en Angleterre, les deux Lola évoluent toutes les deux à la porte des points mais sont encore victimes d'ennuis mécaniques. En Allemagne, pour la première fois elles franchissent toutes les deux la ligne d'arrivée et réalisent un joli tir groupé (Tambay 8e, Jones 9e) mais toujours sans marquer de points, et loin des meilleurs. Les progrès de l'écurie se poursuivent en Hongrie, où Tambay se qualifie en sixième position avant de terminer septième.
La récompense arrive finalement en Autriche où après s'être qualifiées en milieu de grille, les deux Lola profitent des divers incidents de course pour terminer aux quatrième (Jones) et cinquième (Tambay) rangs et donc inscrire cinq points d'un coup au championnat. En Italie, une nouvelle course d'attente permet à Jones d'inscrire un point supplémentaire.
Ces résultats encourageants, loin de marquer le début de la montée en puissance de l'ambitieuse écurie, constituent au contraire une sorte de chant du cygne. Privée des subsides de Beatrice Food, l'équipe termine la saison en roue libre et ne réussit pas à obtenir d'autres bons résultats. Malgré son contrat avec Ford, Carl Haas ne parvient pas à attirer de nouveaux investisseurs et préfère stopper l'activité de l'écurie à la fin de l'année. Les installations FORCE de Colnbrook seront revendues à Bernie Ecclestone.

## Résultats en championnat du monde de Formule 1
| Saison | Écurie            | Châssis             | Moteur                      | Pneus    | Pilotes                                 | Grands Prix disputés | Points inscrits | Classement |
| ------ | ----------------- | ------------------- | --------------------------- | -------- | --------------------------------------- | -------------------- | --------------- | ---------- |
| 1985   | Team Haas USA Ltd | Lola THL1           | Hart L4 turbo               | Goodyear | Alan Jones                              | 4                    | 0               | Non classé |
| 1986   | Team Haas USA Ltd | Lola THL1 Lola THL2 | Hart L4 turbo Ford V6 turbo | Goodyear | Alan Jones Patrick Tambay Eddie Cheever | 16                   | 6               | 8e         |

| Saison | Écurie         | Châssis             | Moteur             | Pneumatiques | Pilotes        | Courses | Courses | Courses | Courses | Courses | Courses | Courses | Courses | Courses | Courses | Courses | Courses | Courses | Courses | Courses | Courses | Points inscrits | Classement |
| Saison | Écurie         | Châssis             | Moteur             | Pneumatiques | Pilotes        | 1       | 2       | 3       | 4       | 5       | 6       | 7       | 8       | 9       | 10      | 11      | 12      | 13      | 14      | 15      | 16      | Points inscrits | Classement |
| ------ | -------------- | ------------------- | ------------------ | ------------ | -------------- | ------- | ------- | ------- | ------- | ------- | ------- | ------- | ------- | ------- | ------- | ------- | ------- | ------- | ------- | ------- | ------- | --------------- | ---------- |
| 1985   | Team Haas Lola | Lola THL1           | Hart               | Goodyear     |                | BRÉ     | POR     | SMR     | MON     | CAN     | DET     | FRA     | GBR     | ALL     | AUT     | P-B     | ITA     | BEL     | EUR     | AFS     | AUS     | 0               | Non classé |
| 1985   | Team Haas Lola | Lola THL1           | Hart               | Goodyear     | Alan Jones     |         |         |         |         |         |         |         |         |         |         |         | Abd     |         | Abd     | Np      | Abd     | 0               | Non classé |
| 1986   | Team Haas Lola | Lola THL1 Lola THL2 | Hart Ford-Cosworth | Goodyear     |                | BRÉ     | ESP     | SMR     | MON     | BEL     | CAN     | DET     | FRA     | GBR     | ALL     | HON     | AUT     | ITA     | POR     | MEX     | AUS     | 6               | 8e         |
| 1986   | Team Haas Lola | Lola THL1 Lola THL2 | Hart Ford-Cosworth | Goodyear     | Alan Jones     | Abd     | Abd     | Abd     | Abd     | 11e     | 10e     | Abd     | Abd     | Abd     | 9e      | Abd     | 4e      | 6e      | Abd     | Abd     | Abd     | 6               | 8e         |
| 1986   | Team Haas Lola | Lola THL1 Lola THL2 | Hart Ford-Cosworth | Goodyear     | Patrick Tambay | Abd     | 8e      | Abd     | Abd     | Abd     | Np      |         | Abd     | Abd     | 8e      | 7e      | 5e      | Abd     | Nc      | Abd     | Nc      | 6               | 8e         |
| 1986   | Team Haas Lola | Lola THL1 Lola THL2 | Hart Ford-Cosworth | Goodyear     | Eddie Cheever  |         |         |         |         |         |         | Abd     |         |         |         |         |         |         |         |         |         | 6               | 8e         |

Légende : ici